# ルチェンザ
ルチェンザ（Luchenza）は、マラウイ南部州のチョロ県に位置する都市である。

## 概要
ルチェンザはマラウイ南部の都市で、1万2500人の人口を擁する（2006年推計）。チョロ県のシーレ高原とムランジェ山に挟まれた平野地域に位置する。都市内にはチョロ県とムランジェ県を結ぶ道路が通じているほか、マラウイ鉄道の南部に延びる路線が走っている。また、仕立屋、鍛冶屋、ガラス屋、木工店などが存在し、住居などの建築物の一部にはコンクリート製のものも見られる。さらに、プライマリースクールやセカンダリースクールのほか、病院も設置されている。
チョロ県やムランジェ県で収穫された茶や伐採された木材は、この都市を経てブランタイヤへと輸送される。100キロほど北には非常に浅い湖のチルワ湖があり、その周囲は湿原となっている。

## 人口
| 年   | 人口   |
| ---- | ------ |
| 1987 | 4 728  |
| 1998 | 8 825  |
| 2008 | 15 501 |